# Fiskestadsjön
Fiskestadsjön är en sjö i Tingsryds kommun i Småland och ingår i Bräkneåns huvudavrinningsområde. Sjön är 1,9 meter djup, har en yta på 5,03 kvadratkilometer och är belägen 135 meter över havet. Sjön avvattnas av vattendraget Bräkneån. Vid provfiske har bland annat abborre, braxen, gädda och löja fångats i sjön.

## Delavrinningsområde
Fiskestadsjön ingår i det delavrinningsområde (627770-144775) som SMHI kallar för Utloppet av Fiskestadsjön. Medelhöjden är 141 meter över havet och ytan är 24,53 kvadratkilometer. Räknas de 5 avrinningsområdena uppströms in blir den ackumulerade arean 151,88 kvadratkilometer. Avrinningsområdets utflöde Bräkneån mynnar i havet. Avrinningsområdet består mestadels av skog (44 procent), öppen mark (11 procent) och jordbruk (13 procent). Avrinningsområdet har 5,25 kvadratkilometer vattenytor vilket ger det en sjöprocent på 21,4 procent. Bebyggelsen i området täcker en yta av 0,87 kvadratkilometer eller 4 procent av avrinningsområdet.

## Fisk
Vid provfiske har följande fisk fångats i sjön:
- Abborre
- Braxen
- Gädda
- Löja
- Mört
- Sarv
- Sutare